# 大果冷水花
大果冷水花（学名：Pilea macrocarpa）是荨麻科冷水花属的植物，是中国的特有植物。分布于中国大陆的西藏等地，生长于海拔1,500米至1,600米的地区，一般生长在乔松或铁杉林下沟边，目前尚未由人工引种栽培。